# Mohamed Bashir
Mohamed Ahmed Bisha Bashir (Khartum, 23 maggio 1987) è un calciatore sudanese, di ruolo centrocampista.

## Carriera

### Club
Ha giocato nel campionato sudanese e saudita.

### Nazionale
Ha esordito con la maglia della Nazionale nel 2009.